# Voo American Airlines 191
O Voo American Airlines 191 foi uma rota aérea comercial doméstica de passageiros regular operado pela American Airlines que decolou do Aeroporto Internacional O'Hare em Chicago, Illinois, em 25 de maio de 1979 com destino ao Aeroporto Internacional de Los Angeles na Califórnia. A aeronave McDonnell Douglas DC-10-10 de prefixo N110AA decolou da pista 32R e caiu pouco menos de um minuto depois em um campo adjacente ao aeroporto. Todos os 258 passageiros e treze tripulantes morreram, assim como duas pessoas em terra. É o mais mortal acidente aéreo único da história dos Estados Unidos.
Uma investigação do Conselho Nacional de Segurança nos Transportes descobriu que o motor esquerdo da aeronave separou-se da asa durante a decolagem, rompendo fios de fluido hidráulico que travaram os slats em uma mesma posição e danificando uma seção de um metro da asa. As forças aerodinâmicas causaram uma retração não comandada dos slats externos. A asa danificada produziu muito menos sustentação do que a asa direita, completamente intacta e com seu motor em potência total, desequilibrando a aeronave e fazendo-a virar abruptamente para a esquerda até colidir com o solo.
Foi determinado que a separação do motor se deu por danos no pilone que o segurava, causados por práticas de manutenção impróprias por parte da American Airlines. A companhia foi multada pela Administração Federal de Aviação e o procedimento de manutenção foi banido. Apesar da conclusão da investigação não ter atribuído culpa à aeronave, outros acidentes nos anos anteriores com o DC-10 criaram críticas e ceticismo público em relação a sua segurança e projeto no período imediato após a queda, o que fez com que o avião tivesse seu certificado de voo temporariamente suspenso.

## Antecedentes

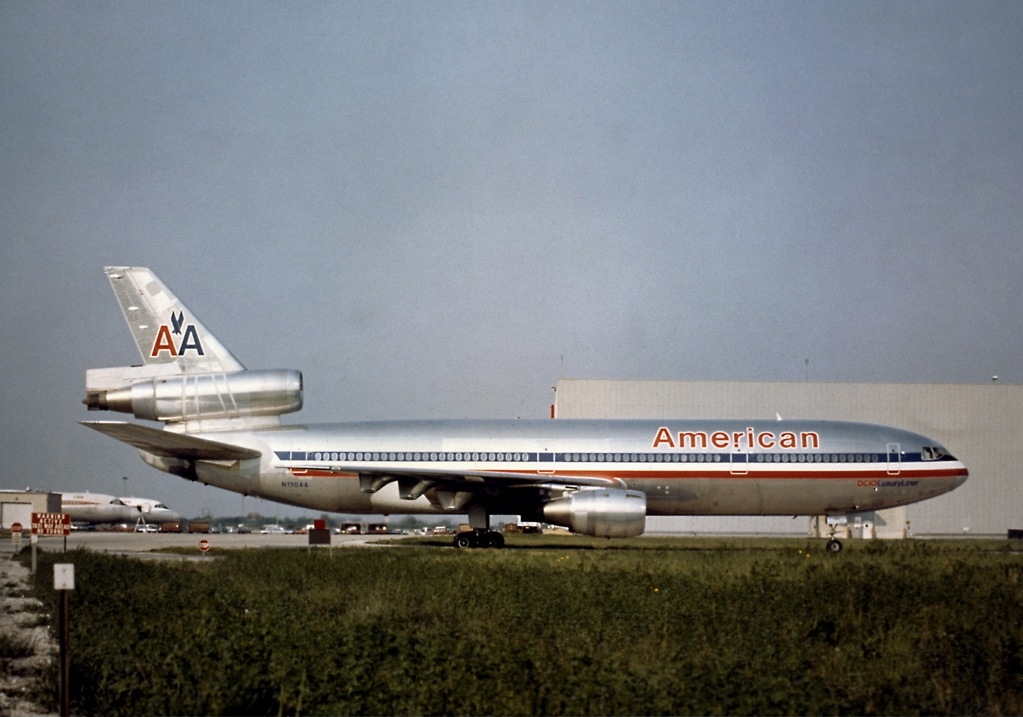
O N110AA, a aeronave envolvida no acidente, cinco anos antes

A aeronave era um McDonnell Douglas DC-10-10 com o prefixo N110AA, que tinha sido entregue para a American Airlines em 25 de fevereiro de 1972. Ele já tinha mais de vinte mil horas de voo no decorrer de sete anos na época do acidente. O avião era impulsionado por três motores a jato General Electric CF6. Uma avaliação dos diários de voo e registros de manutenção da aeronave mostraram que nenhuma discrepância mecânica havia sido percebida até 11 de maio de 1979. Os registros não foram removidos da aeronave no dia do acidente, em contrário à prática padrão, e assim foram destruídos na queda.
No comando da aeronave estava o capitão Walter Lux, de 53 anos de idade, que voava no DC-10 desde a estreia do avião oito anos antes. Ele já tinha mais de 22 mil horas de voo, com aproximadamente três mil sendo abordo de um DC-10. Também era qualificado para pilotar outras dezessete aeronaves diferentes, incluindo o Douglas DC-6, Douglas DC-7 e o Boeing 727. O primeiro oficial era James Dillard, de 49 anos, enquanto o engenheiro de voo era Alfred Udovich, de 56 anos, ambos muito experientes: Dillard tinha 9 275 horas de voo e Udovich tinha quinze mil; entre os dois, suas experiências a bordo do DC-10 acumulavam por volta de 1 830 horas de voo.

## Acidente
O voo 191 era uma rota doméstica regular de passageiros operado pela American Airlines que deveria partir do Aeroporto Internacional O'Hare em Chicago, Illinois, no dia 25 de maio de 1979 com destino ao Aeroporto Internacional de Los Angeles em Los Angeles, Califórnia. O clima no momento da decolagem era limpo, com uma visibilidade de 24 quilômetros e vento de quarenta quilômetros por hora. A aeronave foi liberada para decolar da pista 32R. Quando o DC-10 atingiu a velocidade de decolagem, o pilone do motor número um separou-se da asa esquerda, arrancando uma seção de um metro do bordo de ataque. A unidade combinada virou por cima da asa e caiu na pista. Segundo Robert Graham, supervisor de manutenção da American Airlines e testemunha da decolagem, o motor estava tremendo e fazendo fumaça antes da separação.
Não se sabe o que foi dito dentro da cabine de comando nos cinquenta segundos entre a separação do motor ainda na pista e a queda da aeronave, pois o gravador de voz da cabine ficou sem energia quando o motor foi perdido. Os únicos áudios relacionados ao acidente que foram registrados pelo gravador foram um barulho de estrondo, possivelmente o som do motor se separando da asa, seguido pelo primeiro oficial exclamando "Droga!", com a gravação terminando exatamente nesse instante. Isto também pode explicar porque a torre de controle do aeroporto não conseguiu entrar em contato por rádio com a tripulação para informá-los sobre a perda do motor.
Vários outros sistemas também falharam. O sistema hidráulico um, que era alimentado pelo motor um, falhou, mas continuou a operar por meio de bombas que o conectaram mecanicamente com o sistema hidráulico três. Este foi danificado na separação do motor e começou a vazar fluido, porém conseguiu manter a pressão e continuar operando. O sistema hidráulico dois não foi danificado. O barramento elétrico um, cujo gerador estava conectado ao motor um, também falhou, fazendo com que vários sistemas elétricos parassem de funcionar, mais notavelmente os instrumentos do comandante, seu agitador e os sensores dos slats. Um interruptor no painel superior teria permitido a restauração da energia dos instrumentos, porém ele não foi usado. Teria sido possível para o engenheiro de voo alcançar o interruptor reserva em um esforço para restaurar a energia para o barramento um. Como o DC-10 nunca voou mais alto que 110 metros e esteve no ar por pouco menos de cinquenta segundos, não houve tempo para que isso ocorresse. De qualquer modo, o primeiro oficial tinha controle do avião e seus instrumentos continuaram a funcionar normalmente.
A aeronave subiu 99 metros enquanto despejava um rastro de combustível e fluido hidráulico da asa esquerda. O primeiro oficial seguiu as direções de voo e levantou o nariz do DC-10 para catorze graus, o que reduziu a velocidade do ar de 306 quilômetros por hora para a velocidade de decolagem de segurança, 283 quilômetros por hora, que era a velocidade que o avião poderia subir em segurança em caso de falha no motor. Entretanto, a separação tinha cortado os fios de fluido hidráulico que controlavam os slats do bordo de ataque, travando-os na mesma posição, o que fez com que os slats externos se retraíssem. Isto aumentou a velocidade de estol na asa esquerda para por volta de 294 quilômetros por hora, apenas onze quilômetros por hora a mais do que a velocidade de decolagem de segurança. A asa esquerda consequentemente entrou em estol aerodinâmico.

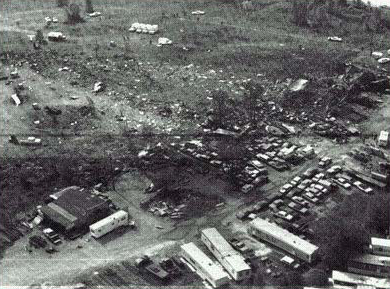
O local de queda do voo 191

O DC-10 começou a virar para a esquerda, rolando para esse lado até ficar parcialmente invertido, com a asa direita sobre a asa esquerda. Como a cabine de comando tinha sido equipada com uma câmera televisiva de circuito fechado posicionada atrás do ombro do comandante, conectada com as telas na cabine de passageiros, é possível que os passageiros testemunharam os eventos do ponto de vista da cabine de comando. A aeronave acabou perdendo altitude e caiu em um campo a aproximadamente 1,4 quilômetros de distância do fim da pista. Seções dos destroços foram arremessadas pela força do impacto em um parque de trailers adjacente, destruindo cinco trailers e vários carros. O DC-10 também caiu sobre um antigo hangar de aeronaves que ficava no local do antigo Aeroporto Internacional de Ravenswood, que na época era usado como armazém. Além das 271 pessoas a bordo do voo 191, dois funcionários de uma garagem de concertos foram mortos, enquanto outros dois ficaram seriamente feridos. O local da queda ficava na intersecção da Avenida Touhy com a Estrada Mount Prospect, na divisa dos subúrbios de Des Plaines e Mount Prospect.

## Investigação
O desastre e a investigação receberam ampla cobertura da mídia. O impacto no público foi aumentado pelo efeito dramático de uma foto amadora tirada da aeronave em movimento que foi publicada na primeira página do Chicago Tribune no domingo, dois dias após o acidente.

### Separação do motor

Um diagrama da Administração Federal de Aviação do motor DC-10 e montagem do pilone indicando o encaixe de fixação do pilone traseiro com falha

Testemunhas do acidente concordam que a aeronave não havia atingido nenhum objeto estranho na pista. Além disso, nenhum pedaço da asa ou outros componentes da aeronave foram encontrados junto com o motor separado, além de seu pilone de apoio, levando os investigadores a concluir que nada mais se soltou da estrutura e atingiu o motor. Assim, a separação do conjunto motor/pilone só poderia ter resultado de uma falha estrutural. Os painéis de instrumentos da cabine de comando estavam muito danificados para fornecer qualquer informação útil.
Durante a investigação, um exame nos pontos de fixação do pilone revelou alguns danos causados ao suporte de montagem do pilone da asa que correspondia à forma dobrada do encaixe de fixação traseiro do pilone. Isso significava que o encaixe de fixação do pilone havia atingido o suporte de montagem em algum ponto. Esta foi uma evidência importante, pois a única maneira de o encaixe do pilone atingir o suporte de montagem da asa da maneira observada era se os parafusos que prendiam o pilone à asa tivessem sido removidos e o conjunto motor/pilone estivesse sendo suportado por algo diferente do própria aeronave. Portanto, os investigadores agora podem concluir que os danos observados no suporte traseiro estavam presentes antes que o acidente realmente ocorresse, em vez de serem causados por ele.
O NTSB determinou que o dano ao pilone do motor da asa esquerda ocorreu durante uma troca de motor anterior no hangar de manutenção de aeronaves da American Airlines em Tulsa, Oklahoma, entre 29 e 30 de março de 1979, durante o qual a turbina e o pilone foram removidos da asa para inspeção e manutenção. O procedimento de remoção recomendado pela McDonnell-Douglas exigia que o motor fosse separado do pilone antes de separar o próprio pilone da asa. No entanto, a American Airlines, assim como a Continental Airlines e a United Airlines, desenvolveram um procedimento diferente que economizou cerca de 200 horas-homem por aeronave e "mais importante do ponto de vista da segurança, reduziria o número de desconexões (de sistemas como e linhas de combustível, cabos elétricos e fiação) de 79 a 27." Este novo procedimento envolveu a remoção do conjunto do motor e do pilone como uma única unidade, e não como componentes individuais. A implementação da United Airlines envolveu o uso de uma ponte rolante para apoiar o conjunto motor/pilone durante a remoção e instalação. O método escolhido pela American e Continental consistia em apoiar o conjunto motor/pilone com uma grande empilhadeira.
Se a empilhadeira estivesse posicionada incorretamente, o conjunto motor/pilone não ficaria estável ao ser manuseado, fazendo com que balançasse como uma gangorra e emperrasse o pilone contra os pontos de fixação da asa. Os operadores de empilhadeiras eram guiados apenas por sinais de mão e voz, pois não podiam ver diretamente a junção entre o pilone e a asa. O posicionamento tinha que ser extremamente preciso, ou poderia resultar em danos estruturais. Para agravar o problema, o trabalho de manutenção no N110AA não correu bem. Os mecânicos começaram a desconectar o motor e o pilone como uma única unidade, mas uma mudança de turno ocorreu no meio do trabalho. Durante este intervalo, embora a empilhadeira tenha permanecido parada, os garfos que suportam todo o peso do motor e do pilone moveram-se levemente para baixo devido a uma perda normal de pressão hidráulica associada ao desligamento do motor da empilhadeira; isso causou um desalinhamento entre o motor/pilone e a asa. Quando o trabalho foi retomado, o pilone ficou preso na asa e a empilhadeira teve que ser reposicionada. Se o dano ao suporte foi causado pelo movimento inicial para baixo da estrutura do motor/pilone ou pela tentativa de realinhamento não está claro. Independentemente de como aconteceu, o dano resultante, embora insuficiente para causar uma falha imediata, acabou se transformando em rachaduras por fadiga, piorando a cada ciclo de decolagem e pouso durante as 8 semanas que se seguiram. Quando o acessório finalmente falhou, o motor e seu pilone se separaram da asa. A estrutura em torno da montagem do pilar dianteiro também falhou devido às tensões resultantes.
A inspeção das frotas de DC-10 das três companhias aéreas revelou que, embora a abordagem de içamento da United Airlines parecesse inofensiva, vários DC-10 da American e da Continental já apresentavam rachaduras por fadiga e danos de flexão em seus suportes de torre causados por procedimentos de manutenção semelhantes. O representante de serviço de campo da McDonnell-Douglas afirmou que a empresa "não encorajaria esse procedimento devido ao elemento de risco" e aconselhou a American Airlines. A McDonnell-Douglas, no entanto, "não tem autoridade para aprovar ou desaprovar os procedimentos de manutenção de seus clientes".

### Velocidade inadequada
O NTSB determinou que a perda de um motor e o arrasto assimétrico causado por danos no bordo de ataque da asa não deveria ter sido suficiente para fazer com que os pilotos perdessem o controle de suas aeronaves; a aeronave deveria ser capaz de retornar ao aeroporto usando seus dois motores restantes. O NTSB examinou assim os efeitos que a separação do motor teria nos sistemas de controle de voo, hidráulico, elétrico e de instrumentação da aeronave. Ao contrário de outros projetos de aeronaves, o DC-10 não incluiu um mecanismo separado para travar os slats estendidos no lugar, contando apenas com a pressão hidráulica dentro do sistema. O NTSB determinou que o motor rasgou as linhas hidráulicas ao se separar da asa do DC-10, causando perda de pressão hidráulica; o fluxo de ar sobre as asas forçou os slats da asa esquerda a se retraírem, o que causou um estol sobre a asa esquerda. Em resposta ao acidente, as válvulas de alívio dos slats foram obrigatórias para evitar a retração das mesmas em caso de danos na linha hidráulica.
Os destroços estavam muito fragmentados para determinar a posição exata dos lemes, profundores, flaps e slats antes do impacto, e o exame de fotografias de testemunhas oculares mostrou apenas que as slats da asa direita estavam totalmente estendidas enquanto a tripulação tentava sem sucesso corrigir a inclinação acentuada que eles A posição dos slats da asa esquerda não pôde ser determinada a partir das fotografias coloridas borradas, então eles foram enviados para um laboratório em Palo Alto, Califórnia, para análise digital, um processo que estava ultrapassando os limites da tecnologia dos anos 1970 e exigia grandes , equipamentos complicados e caros. As fotografias foram reduzidas a preto e branco, o que possibilitou distinguir as lâminas da própria asa, comprovando assim que estavam retraídas. Além disso, verificou-se que a cauda da aeronave não estava danificada e o trem de pouso estava abaixado.
Testes em túnel de vento e simulador de voo foram realizados para ajudar a entender a trajetória da aeronave após o motor se soltar e as lâminas da asa esquerda retraídas. Esses testes estabeleceram que o dano ao bordo de ataque da asa e a retração dos slats aumentaram a velocidade de estol da asa esquerda de 124 kn (143 mph; 230 km/h) para 159 kn (183 mph; 294 km/h). O DC-10 incorpora dois dispositivos de alerta que podem ter alertado os pilotos sobre o estol iminente: a luz de advertência de slats desalinhados, que deveria ter se acendido após a retração não comandada dos slats, e o vibrador de manche na coluna de controle do capitão, que aciona perto para a velocidade de estol. Ambos os dispositivos de alerta eram alimentados por um gerador elétrico acionado pelo motor número um. Ambos os sistemas ficaram inoperantes após a perda desse motor. A coluna de controle do primeiro oficial não estava equipada com um vibrador de manche; o dispositivo foi oferecido pela McDonnell Douglas como uma opção para o primeiro oficial, mas a American Airlines optou por não instalá-lo em sua frota DC-10. Vibradores de manche para ambos os pilotos tornaram-se obrigatórios em resposta a este acidente.
Como a aeronave atingiu V1, a tripulação estava comprometida com a decolagem, então seguiu os procedimentos padrão para uma situação de motor desligado. Este procedimento consiste em subir na velocidade de segurança de decolagem (V2) e atitude (ângulo), conforme orientação do diretor de voo. A falha parcial de energia elétrica (produzida pela separação do motor esquerdo) fez com que nem o aviso de estol nem o indicador de retração dos slats estivessem funcionando. A tripulação, portanto, não sabia que as ripas da asa esquerda estavam se retraindo. Essa retração elevou significativamente a velocidade de estol da asa esquerda. Assim, voar na velocidade de segurança de decolagem fez a asa esquerda estolar enquanto a asa direita ainda estava produzindo sustentação, de modo que a aeronave se inclinou bruscamente e incontrolavelmente para a esquerda. Recriações de simulador realizadas após o acidente determinaram que "se o piloto mantivesse excesso de velocidade no ar, o acidente pode não ter ocorrido".

### Causa provável
As conclusões da investigação do NTSB foram divulgadas em 21 de dezembro de 1979:

O Conselho Nacional de Segurança nos Transportes determina que a causa provável do acidente do voo 191 da American Airlines foi o estol assimétrico e a consequente rolagem da aeronave devido à retração não comandada dos slats do bordo de ataque da asa esquerda e a perda dos sistemas de aviso de estol e indicação de desacordo dos slats resultantes dos danos induzidos pela manutenção errada levando à separação do motor nº 1 e do conjunto do pilone em um ponto crítico durante a decolagem. A separação resultou de danos por procedimentos de manutenção inadequados que levaram à falha da estrutura do pilone. 
Contribuíram para a causa do acidente a vulnerabilidade do projeto dos pontos de fixação do pilone a danos de manutenção; a vulnerabilidade do desenho do sistema de lâminas de ponta aos danos que produziram assimetria; deficiências nos sistemas de vigilância e relatórios da Administração Federal de Aviação, que não conseguiram detectar e impedir o uso de procedimentos de manutenção inadequados; deficiências nas práticas e comunicações entre os operadores, o fabricante e a FAA, que não conseguiram determinar e divulgar os detalhes sobre os incidentes de danos de manutenção anteriores; e a intolerância dos procedimentos operacionais prescritos a esta emergência única.

## Legado do DC-10
O acidente do voo 191 trouxe fortes críticas da mídia em relação à segurança e design do DC-10. A aeronave esteve envolvida em dois acidentes relacionados ao projeto de suas portas de carga, o voo 96 da American Airlines (1972) e o voo 981 da Turkish Airlines (1974). A separação do motor um de sua montagem, a divulgação generalizada das imagens dramáticas do avião sem motor segundos antes do acidente e uma segunda foto da bola de fogo resultante do impacto levantaram preocupações generalizadas sobre a segurança do DC-10. O golpe final na reputação do avião foi dado duas semanas após o acidente, quando a aeronave foi aterrada pela Federal Aviation Administration (FAA). Embora a própria aeronave tenha sido posteriormente exonerada, o dano aos olhos do público já estava feito.
A investigação também revelou outros DC-10 com danos causados pelo mesmo procedimento de manutenção defeituoso. O procedimento falho foi banido e o tipo de aeronave passou a ter uma longa carreira como aeronave de passageiros e carga. Em resposta a esse acidente, a American Airlines foi multada em US$ 500.000 (equivalente a US$ 1,3 milhão em dólares de 2020) pelo governo dos EUA por procedimentos de manutenção inadequados. Earl Russell Marshall, um dos mecânicos da American Airlines que havia realizado este procedimento de manutenção na aeronave pela última vez, cometeu suicídio na noite anterior à sua deposição pelos advogados da McDonnell Douglas.
Em 6 de junho de 1979, duas semanas após o acidente, a FAA suspendeu o certificado do DC-10 e tomou uma medida drástica, aterrando assim todos os DC-10 sob sua jurisdição. Também promulgou um regulamento aéreo especial proibindo o DC-10 do espaço aéreo dos EUA, o que impedia que DC-10 estrangeiros não sob a jurisdição da FAA voassem dentro do país.  Isso foi feito enquanto a FAA investigava se a montagem do motor do avião e o projeto do pilone atendiam aos requisitos relevantes. Uma vez que a FAA estava convencida de que as questões de manutenção eram principalmente culpadas e não o projeto real da aeronave, o certificado foi restaurado em 13 de julho e o regulamento aéreo especial revogado. O certificado foi alterado, no entanto, afirmando: "... a remoção do motor e do pilone como uma unidade tornará a aeronave imediatamente inabalável".
Após o aterramento, a FAA convocou um painel de segurança sob os auspícios da Academia Nacional de Ciências para avaliar o projeto do DC-10 e o sistema regulatório dos EUA em geral. O relatório do painel, publicado em junho de 1980, encontrou "deficiências críticas na forma como o governo certifica a segurança dos aviões construídos nos Estados Unidos", focando na falta de experiência da FAA durante o processo de certificação e uma dependência excessiva correspondente da McDonnell Douglas para garantir que o projeto era seguro. Escrevendo para The Air Current, o jornalista de aviação Jon Ostrower compara as conclusões do painel às de uma comissão posterior convocada após o aterramento de 2019 do Boeing 737 MAX. Ostrower culpa os dois fabricantes por se concentrarem na letra da lei em relação aos padrões regulatórios, adotando uma abordagem de design que aborda como os pilotos podem lidar com falhas de sistema único, sem considerar adequadamente os cenários em que várias falhas simultâneas de diferentes sistemas podem ocorrer.

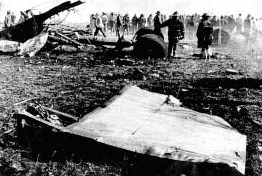
Bombeiros inspecionam o local do acidente do voo 191 em Des Plaines, Illinois

Em 31 de outubro do mesmo ano, um DC-10 realizando o voo 2605 da Western Airlines caiu na Cidade do México após um voo corujão de Los Angeles. O acidente da companhia aérea, no entanto, foi devido à baixa visibilidade e uma tentativa de pousar em uma pista fechada, devido, supostamente, à confusão de sua tripulação.
A perda do voo Air New Zealand 901 em 28 de novembro do mesmo ano, seis meses após o voo 191, aumentou a reputação negativa do DC-10. O voo turístico à Antártida atingiu uma montanha, o que foi causado por vários fatores humanos e ambientais não relacionados à aeronavegabilidade do DC-10, e a aeronave foi a última completamente exonerada.
Ironicamente, outro acidente do DC-10 10 anos depois, o voo 232 da United Airlines, restaurou parte da reputação da aeronave. Apesar de perder um motor, todos os controles de voo, um pouso forçado em uma enorme bola de fogo (que foi capturada em vídeo por uma equipe de notícias local) e matar 112 pessoas, 184 pessoas sobreviveram ao acidente ocorrido em Sioux CIty, Iowa. Especialistas elogiaram a construção robusta do DC-10 como parcialmente responsável pelo alto número de sobreviventes.
As encomendas de DC-10 caíram acentuadamente após os eventos de 1979 (a recessão econômica dos EUA de 1979-82 também foi um fator que contribuiu para a redução da demanda por aviões) e daí até o final da produção 10 anos depois, os dois maiores clientes de DC-10 10 eram a FedEx e a Força Aérea dos EUA (KC-10 Extender). Apesar das preocupações iniciais de segurança, as aeronaves DC-10 continuaram a servir com companhias aéreas de passageiros por mais de três décadas após o acidente do voo 191. A produção do DC-10 terminou em 1988, e muitos DC-10 de passageiros aposentados foram convertidos para aeronaves de transporte de carga. O cargueiro DC-10, juntamente com seu derivado, o MD-11, atualmente fazem parte da frota da FedEx Express. Os DC-10s tiveram seus cockpits atualizados com telas de cristal líquido do painel de instrumentos do MD-11, transformando-os em MD-10s. A American Airlines aposentou seus últimos DC-10 em 2000, após 29 anos de serviço. Em fevereiro de 2014, a Biman Bangladesh Airlines operou os últimos voos de passageiros em DC-10. Os DC-10s continuam a ser usados extensivamente em operações de transporte de carga, e variantes militares também permanecem em serviço.

## Vítimas

### Nacionalidade das vítimas
| Nacionalidade  | Passageiros | Tripulação | Em solo | Total |
| -------------- | ----------- | ---------- | ------- | ----- |
| Estados Unidos | 247         | 13         | 2       | 262   |
| Arábia Saudita | 4           | 0          | 0       | 4     |
| Coreia do Sul  | 1           | 0          | 0       | 1     |
| Áustria        | 1           | 0          | 0       | 1     |
| Bélgica        | 1           | 0          | 0       | 1     |
| Países Baixos  | 4           | 0          | 0       | 4     |
| Total          | 258         | 13         | 2       | 273   |

#### Passageiros notáveis
Algumas das vítimas no acidente do vôo 191 foram:
- Itzhak Bentov, um inventor biomédico israelense-americano nascido na Tchecoslováquia (o cateter cardíaco) e autor da Nova Era (Stalking the Wild Pendulum e A Cosmic Book).[55]
- Leonard Stogel, gerente de negócios musicais/promotor/produtor/executivo do California Jam, California Jam II, Sweathog, The Cowsills, Sam the Sham, Tommy James and the Shondells, Redbone, Gentle Giant e outros grupos musicais: os pais de Stogel já haviam morrido no voo 1 da American Airlines.[56][57]

## Memorial
Por 32 anos, as vítimas não tiveram um memorial permanente. O financiamento foi obtido para um memorial em 2009, através de um esforço de dois anos pela turma da sexta série da Decatur Classical School, em Chicago. O memorial, uma parede côncava de 0,6 m de altura com tijolos interligados exibindo os nomes das vítimas do acidente, foi formalmente dedicado em uma cerimônia em 15 de outubro de 2011. O memorial está localizado na margem sul do Lago Opeka, em Lake Park, no canto noroeste das avenidas Lee e Touhy, duas milhas a leste do local do acidente. Uma cerimônia de lembrança foi realizada no memorial em 25 de maio de 2019, no 40º aniversário do acidente.

## Na cultura popular
O canal a cabo/satélite National Geographic produziu um documentário sobre o acidente, e um episódio de Seconds From Disaster intitulado "Chicago Plane Crash" ("Acidente Aéreo em Chicago" no Brasil) detalhou o desastre aéreo através de entrevistas com alguns parentes das vítimas e com o ex-metalúrgico do NTSB que fez parte da equipe de investigação juntamente com uma reconstituição e imagens de computação gráfica. A série de televisão canadense Mayday perfilou o acidente no episódio "Catastrophe at O'Hare" (nos EUA), "America's Deadliest" (no Reino Unido, Austrália e Ásia), "Catástrofe em O'Hare" (em Portugal) e "Um Motor a Menos" (no Brasil) que posteriormente foi ao ar nos EUA na série de televisão Air Disasters do Smithsonian Channel.
O cantor folk de Chicago, Steve Goodman, escreveu a música "Ballad of Flight 191 (They Know Everything About It)" em resposta ao acidente e à investigação subsequente como a música inaugural de uma série de músicas tópicas que foram ao ar na National Public Radio em 1979.
Um personagem do romance Airframe de Michael Crichton descreve o incidente mencionando como um "bom avião (DC-10)" poderia ser "destruído por erro da imprensa".